# البيت الاسفل (بعدان)

تعديل مصدري - تعديل

البيت الاسفل محلة تابعة لقرية رباط الغيثي، التابعة لعزلة حيسان بمديرية بعدان إحدى مديريات محافظة إب في الجمهورية اليمنية، بلغ تعداد سكانها 26 حسب تعداد اليمن لعام 2004.